# Романовка (Зубово-Полянский район)
Романовка — посёлок в Зубово-Полянском районе Мордовии России. Входит в состав Анаевского сельского поселения.

## История
Основан в начале 1920-х годов переселенцами из села Промзино. В 1931 году состоял из 24 дворов. Назван по имени первопоселенца Романа Тазина

## Население
| 2002 | 2010 |
| ---- | ---- |
| 8    | ↘4   |

Национальный состав
Согласно результатам Всероссийской переписи населения 2002 года, в национальной структуре населения мордва-мокша составляли 100 %.